# ユナイテッド・オーバーシーズ銀行

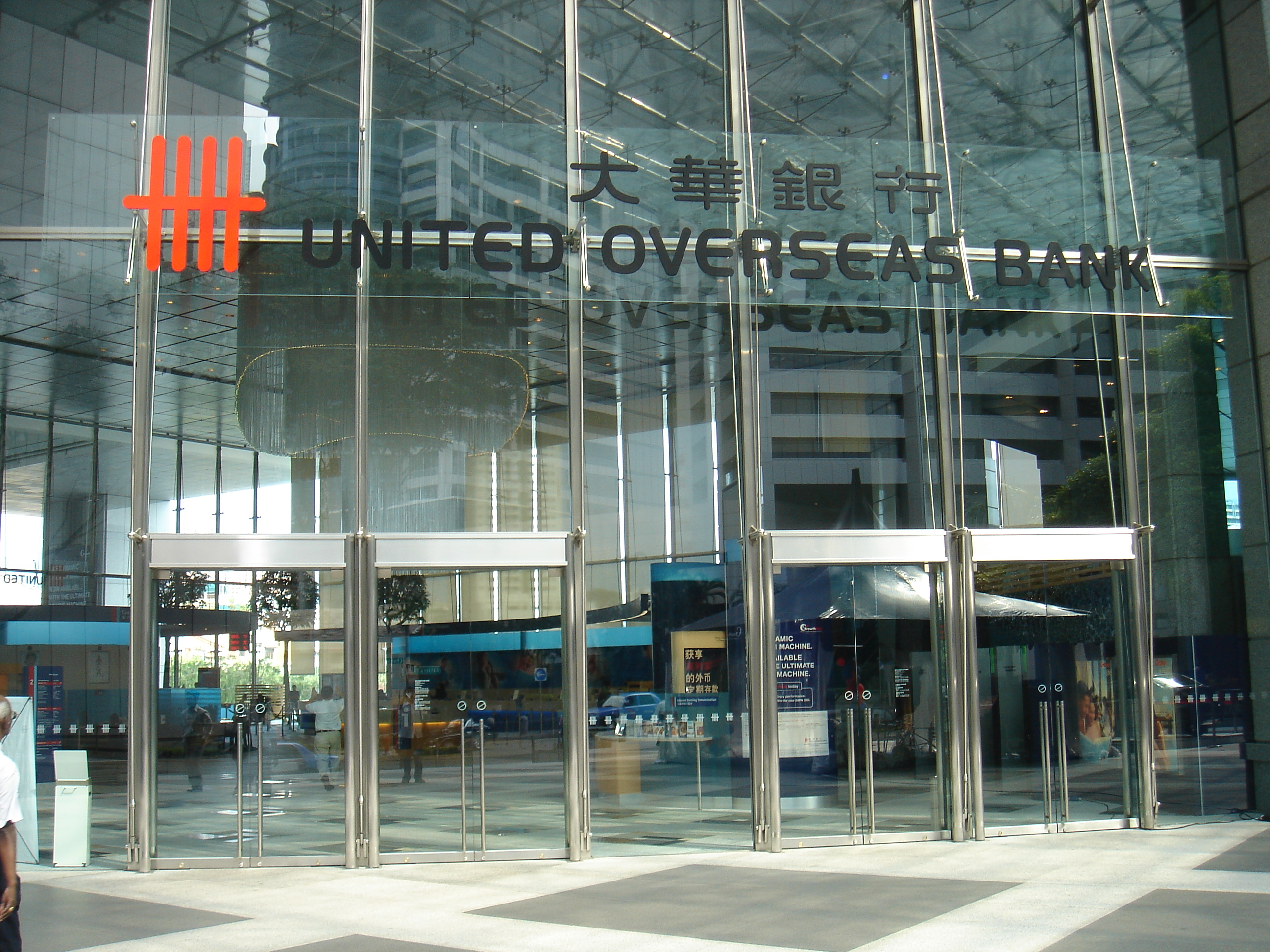
UOBプラザ

ユナイテッド・オーバーシーズ銀行（英語:United Overseas Bank Limited、中国語:大华银行有限公司、略称UOB）は、シンガポールに本社を置く銀行。シンガポールのみならず、東南アジア全域で活動を展開している。

## 概要
UOBは、1935年8月6日、シンガポールにおいて設立された。当時の銀行名は、ユナイテッド・チャイニーズ銀行であった。
現在では、UOB（マレーシア）、UOB（タイ)、PTバンクUOB（インドネシア)、ブアナUOB(中国)の各子会社を統治し、19カ国で事業を展開している。
1970年7月20日、シンガポール証券取引所に株式を公開した。ストレーツ・タイムス指数構成銘柄の1つである。
FDIアドバイザリーグループ（Group Foreign Direct Investment Advisory）という部署が、2011年に設立され、2015年には特に日系企業を支援するためのジャパンデスクが外資銀行としては初めて設立された。近年、東南アジアでのビジネス拡大を図る日系企業が増加しており、このような企業の東南アジアにおけるクロスボーダーのビジネスを支援する。このため、日本政府金融公庫や日本の地方銀行とも業務提携を行っている。